# فرودگاه آبی تلگراف کریک
فرودگاه آبی تلگراف کریک (به انگلیسی: Telegraph Creek Water Aerodrome) یک فرودگاه خصوصی است که یک باند فرود آب دارد. این فرودگاه در کشور کانادا قرار دارد و در ارتفاع ۳۳۵ متری از سطح دریا واقع شده است.